# STS-110
STS-110 est la vingt-cinquième mission de la navette spatiale Atlantis et la treizième mission d'une navette américaine vers la Station spatiale internationale (ISS).

## Équipage
- Michael J. Bloomfield (3), Commandant  États-Unis
- Stephen N. Frick (1), Pilote  États-Unis
- Jerry L. Ross (7), Spécialiste de mission  États-Unis
- Steven L. Smith (4), Spécialiste de mission  États-Unis
- Ellen Ochoa (4), Spécialiste de mission  États-Unis
- Lee M.E. Morin (1), Spécialiste de mission  États-Unis
- Rex J. Walheim (1), Spécialiste de mission  États-Unis

Le nombre entre parenthèses indique les vols spatiaux effectués par l'astronaute, STS-110 inclus.

## Paramètres de la mission
- Masse :
  - Navette au lancement : 257 079 kg
  - Navette à vide : 200 657 kg
  - Chargement :13 132 kg
- Périgée : 155 km
- Apogée : 225 km
- Inclinaison : 51,6°
- Période : 88,3 min

### Amarrage à la station ISS
- Début : 10 avril 2002, 16 h 05 min UTC
- Fin : 17 avril 2002, 18 h 31 min UTC
- Temps d'amarrage : 7 jours, 2 heures, 26 minutes

### Sorties dans l'espace
- Smith et Walheim  - EVA 1
- Début de EVA 1 : 11 avril 2002 - 14h36 UTC
- Fin de EVA 1 : 11 avril 2002 - 22h24 UTC
- Durée : 7 heures, 48 minutes

- Ross et Morin  - EVA 2
- Début de EVA 2 : 13 avril 2002 - 14h09 UTC
- Fin de EVA 2 : 13 avril 2002 - 21h39 UTC
- Durée : 7 heures, 30 minutes

- Smith et Walheim  - EVA 3
- Début de EVA 3 : 14 avril 2002 - 13h48 UTC
- Fin de EVA 3 : 14 avril 2002 - 20h15 UTC
- Durée : 6 heures, 27 minutes

- Ross et Morin  - EVA 4
- Début de EVA 4 : 16 avril 2002 - 14h29 UTC
- Fin de EVA 4 : 16 avril 2002 - 21h06 UTC
- Durée : 6 heures, 37 minutes

## Objectifs
Mission d'assemblage de l'ISS (poutre S0)